# Đèo Lũng Điếc
Đèo Lũng Điếc là đèo trên quốc lộ 279 ở huyện Ba Bể tỉnh Bắc Kạn, Việt Nam .

## Vị trí
Đèo Lũng Điếc ở vùng giáp ranh xã Bành Trạch và thị trấn Chợ Rã huyện lỵ huyện Ba Bể. Tên đèo đặt theo tên bản Lũng Điếc xã Bành Trạch, nằm ở chân đèo phía đông .
Đèo cách thị trấn Chợ Rã 22°27′18″B 105°43′34″Đ / 22,455033°B 105,726076°Đ cỡ 4 km về phía đông.